# 恭憲皇太后
恭宪皇太后（9世纪—9世纪867年后），姓王，唐懿宗的后宫、唐昭宗母。
《旧唐书》中无王氏传记，生平简略记载于《新唐书》。她的家世非常寒微。咸通年间，位列后廷，得到宠幸。具体位号，无记载。八年（867年）生寿王李晔之后，王氏薨逝。文德元年（888年），李晔即位，是为唐昭宗。同年四月庚午，追尊母亲王氏为皇太后，册上谥号恭宪，祔主懿宗庙，即其墓园为安陵（在京兆府万年县境:169）。召其弟王瑰受官。

## 身世争议
《旧唐书·后妃传》无王氏传记，又将唐僖宗、唐昭宗记为同母兄弟，她与惠安皇太后被混为一人，徽号记为恭献。《新唐书》中，王氏与惠安皇太后被区分开，但她的生平记载仍十分简略。当代学者陈丽萍据王德妃（870年逝世）墓志记载——王德妃生育“七郎”、唐昭宗为唐懿宗第七子，推测她即是王德妃:168。

## 延伸阅读
[在维基数据编辑]
 《新唐書/卷077》，出自《新唐書》